# Haimar Zubeldia
Haimar Zubeldia Agirre (nascido em 1 de abril de 1977, em Usurbil) e um ex ciclista profissional basco espanhol, . e irmão do ex. ciclista Joseba Zubeldia
Equipas:
- Euskaltel - Euskadi 1998 - 2008
- Astana  2009
- RadioShack 2010 - 2013
- Trek Factory Racing 2014 - 2017

Palmares:
- 2000 venceu Euskal Bizikleta + 1 etapa
- 2007  venceu Memorial Jokin Ormaetxea
- 2009  venceu 4ª etapa Tour de France (Contrarrelógio por Equipas)
- 2010 venceu Tour de l'Ain + 1 etapa
- 2012 venceu Wolvertem, Criterium
- 2013 venceu Memorial Isabel Clavero